# Diócesis de Molfetta-Ruvo-Giovinazzo-Terlizzi
La diócesis de Molfetta-Ruvo-Giovinazzo-Terlizzi (en latín: Dioecesis Melphictensis-Rubensis-Iuvenacensis-Terlitiensis y en italiano: Diocesi di Molfetta-Ruvo-Giovinazzo-Terlizzi) es una circunscripción eclesiástica de la Iglesia católica en Italia. Se trata de una diócesis latina, sufragánea de la arquidiócesis de Bari-Bitonto. Desde el 15 de enero de 2016 su obispo es Domenico Cornacchia.

## Territorio y organización

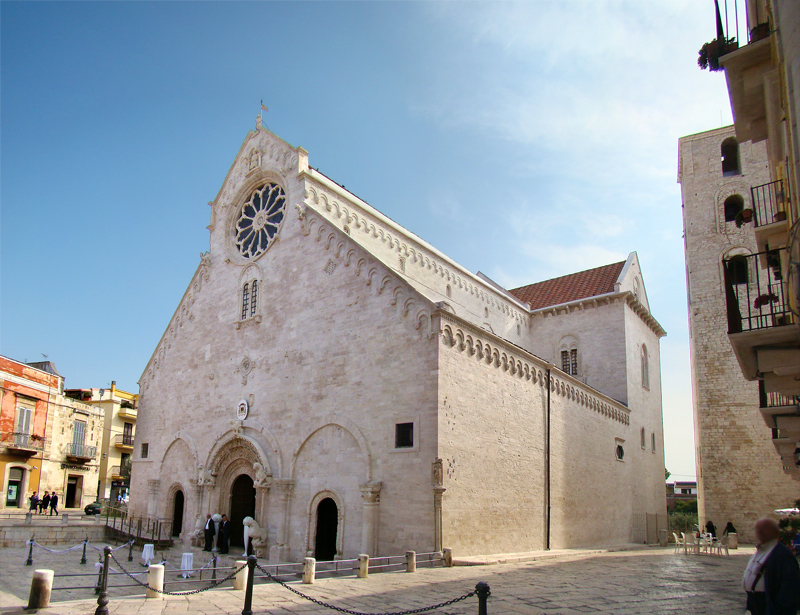
Concatedral de Santa María Asunta, en Ruvo di Puglia

La diócesis tiene 442 km² y extiende su jurisdicción sobre los fieles católicos de rito latino residentes en 4 comunas de la ciudad metropolitana de Bari en la región de Apulia: Molfetta, Ruvo, Giovinazzo y Terlizzi.

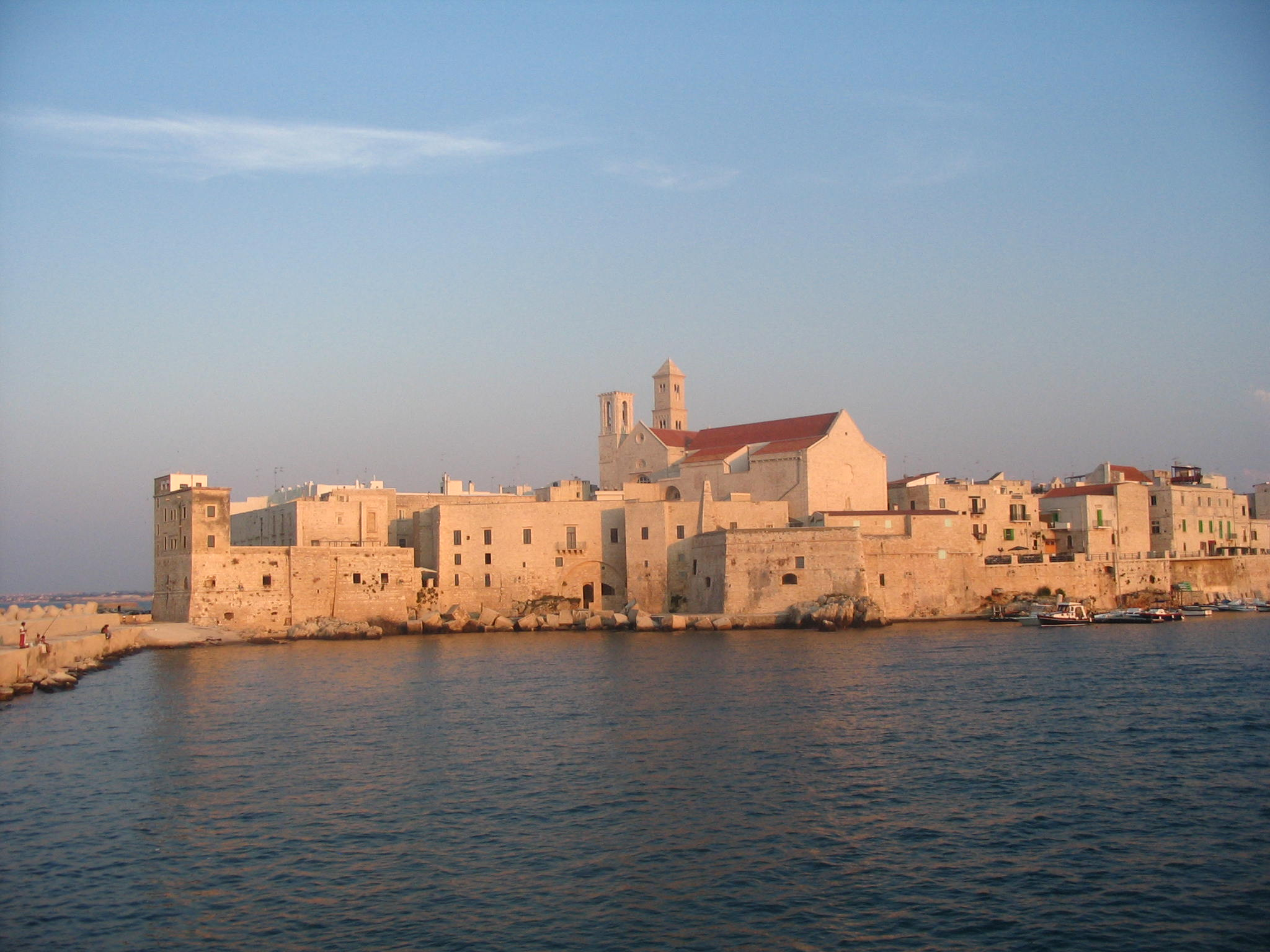
Concatedral de Santa María Asunta, en Giovinazzo

Limita al oeste con la arquidiócesis de Trani-Barletta-Bisceglie, al suroeste con la diócesis de Andria, al sur con la diócesis de Altamura-Gravina-Acquaviva delle Fonti y al este con la arquidiócesis de Bari-Bitonto.

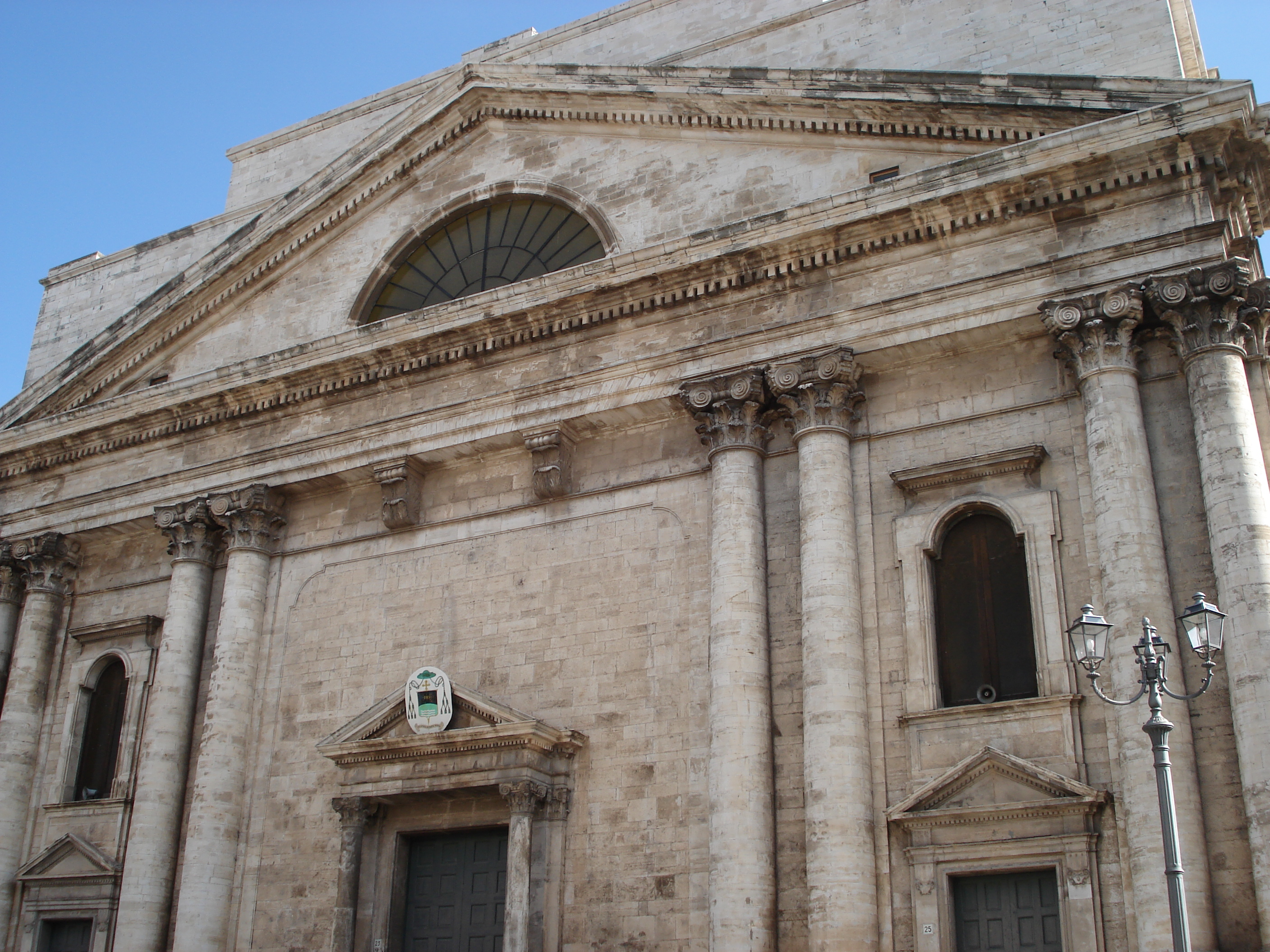
Concatedral de San Miguel Arcángel, en Terlizzi

La sede de la diócesis se encuentra en la ciudad de Molfetta, en donde se halla la Catedral de Santa María Asunta, la excatedral de la Asunción (fue la catedral hasta 1785) y la basílica de Nuestra Señora de los Mártires. En Ruvo di Puglia se encuentra la Concatedral de Santa María Asunta, en Giovinazzo la Concatedral de Santa María Asunta y en Terlizzi la Concatedral de San Miguel Arcángel.

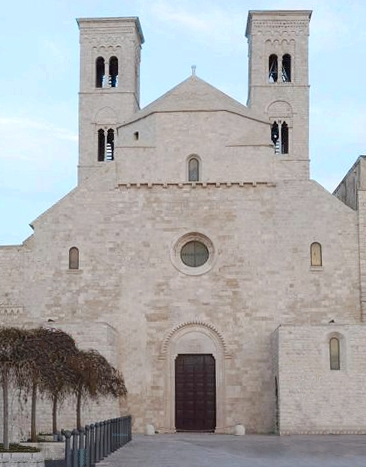
Excatedral de San Conrado, en Molfetta

En 2021 en la diócesis existían 36 parroquias.

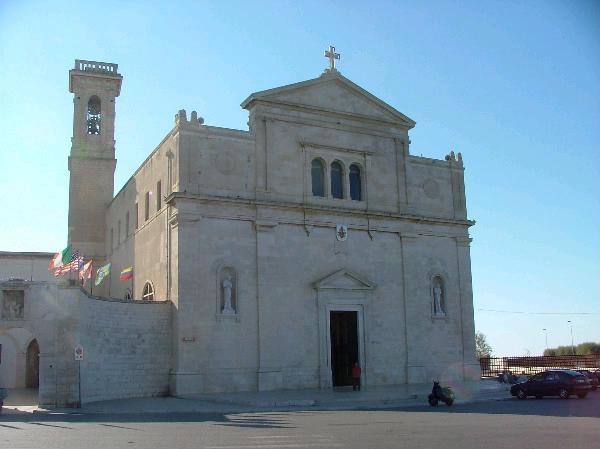
Basílica de Nuestra Señora de los Mártires, en Molfetta

## Historia

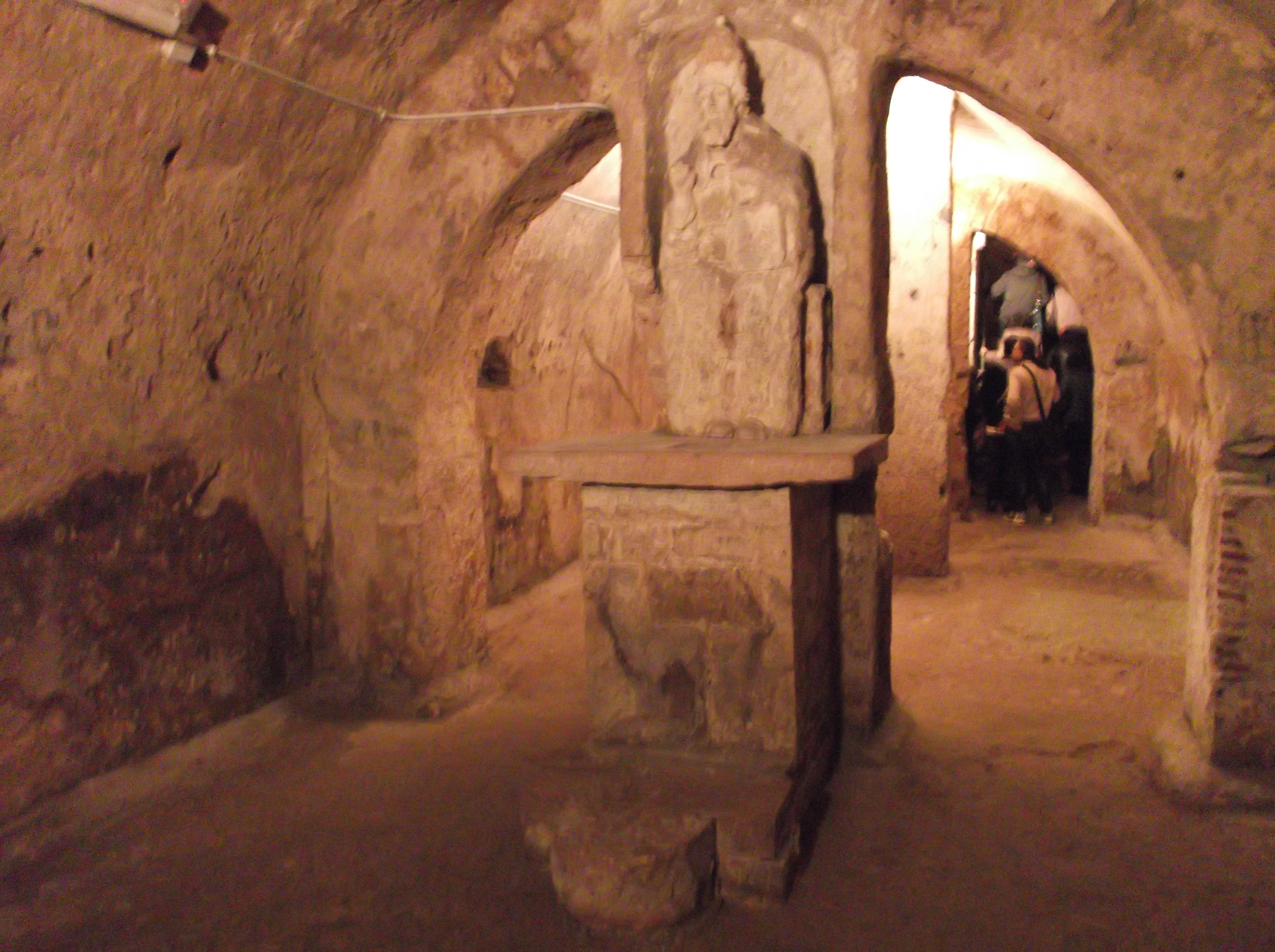
Gruta de San Cleto, situada en el hipogeo de la iglesia del Purgatorio, en Ruvo di Puglia

La diócesis actual es el resultado de la unión de cuatro antiguas sedes episcopales realizada en 1986.

### Ruvo
La tradición atribuye a san Pedro la fundación de la comunidad cristiana de Ruvo y la consagración de su primer obispo, Cleto, que luego ascendería a la silla de Roma como tercer papa. Otros obispos, cuya historicidad es sin embargo muy incierta, se habrían turnado hasta el año 493.
Algunos autores plantean la hipótesis del nacimiento de la diócesis entre los siglos VI y VII en conjunción con los testimonios relativos a una iglesia llamada San Giovanni Rotondo surgida en la zona sur del centro habitado.
Una controvertida bula papal de 1025 del papa Juan XIX asignaría a Ruvo a la provincia eclesiástica de la arquidiócesis de Bari; esta decisión fue confirmada por Alejandro II (1063) y Urbano II (1089).
La serie de obispos de Ruvo hasta finales del siglo XI es incierta. Ughelli, basándose en un Indiculus Rubensium episcoporum, informa de una serie de obispos que la crítica histórica, empezando por Lanzoni, considera totalmente espurios. El primer obispo documentado históricamente es Guiberto: en 1071 participó, junto con muchos otros obispos, en la solemne consagración de la basílica abacial de Casino; bajo el nombre de Guislibertus se le menciona en los Anales de Lupus Protospatharios en el año 1082. Hacia 1079, durante su episcopado, se construyó la primera catedral, destruida hacia 1133. La catedral actual se remonta a finales del siglo XII, iniciada por el obispo Daniele, y fue la única parroquia con cura animarum de la ciudad-diócesis de Ruvo hasta el siglo XX.
De hecho, la diócesis correspondía sólo al territorio de la ciudad de Ruvo y los ingresos procedentes de la mensa episcopal eran muy pequeños. En el siglo XVI la sede episcopal fue gobernada por tres miembros de la familia de Mirto (1512-1589) que empobrecieron los bienes de la Iglesia. Sólo con los obispos posteriores comenzaron a implementarse los decretos de reforma del Concilio de Trento, aunque el seminario, debido a la pobreza económica de la diócesis, nunca llegó a erigirse. Se celebraron sínodos diocesanos, pero tuvieron poco efecto. Incluso las actas impresas del sínodo celebrado por Domenico Gallesi (1676-1679) fueron quemadas después de su muerte para impedir su aplicación.
El 27 de junio de 1818, mediante la bula De utiliori del papa Pío VII, la diócesis de Ruvo se unió aeque principaliter con la de Bitonto.
A principios del siglo XX, gracias también al considerable aumento demográfico de la ciudad, además de la de la catedral se erigieron nuevas parroquias, entre ellas las del Redentor, de San Giacomo, de San Domenico y de San Michele.
El 30 de septiembre de 1982, Antonio Bello, ya obispo de Molfetta, Giovinazzo y Terlizzi, fue nombrado también obispo de Ruvo: de este modo la sede de Ruvo se dividió de la de Bitonto y se unió in persona episcopi a las sedes de Molfetta, Giovinazzo y Terlizzi.

### Terlizzi
Con la conquista normanda de Apulia, la aldea rural de locus Tillizo se transformó en un castrum, parte del condado de Giovinazzo. Su importancia aumentó cada vez más y gracias a las donaciones del conde Amico se construyó la iglesia madre de San Michele y fue consagrada en 1073 por el obispo de Giovinazzo.
La Iglesia obtuvo grandes exenciones y privilegios concedidos por los condes de Giovinazzo, en particular el privilegium exceptionis de los obispos de Giovinazzo. La iglesia fue confiada a un arcipreste, apoyado por un colegio de canónigos.
En los siglos siguientes hubo numerosos enfrentamientos de jurisdicción entre los obispos de Giovinazzo y los arciprestes de Terlizzi, los primeros para hacer valer sus derechos sobre todo el territorio diocesano y, por tanto, también sobre Terlizzi, su clero y sus iglesias, los segundos para defender los privilegios de exención de la autoridad del obispo de Giovinazzo.
La cuestión, que se había prolongado durante mucho tiempo, fue resuelta por el papa Benedicto XIV el 26 de noviembre de 1749: mediante la bula Unigenitus Dei Filius, el pontífice erigió la diócesis de Terlizzi, tomando su territorio de la diócesis de Giovinazzo. Tres años más tarde, con el decreto consistorial del 24 de abril de 1752, la nueva diócesis, sufragánea de la arquidiócesis de Bari, se unió aeque principaliter a la de Giovinazzo. «Como consecuencia de la erección de la silla episcopal, la figura y el poder (casi episcopal) del arcipreste quedaron reducidos a los del cura de la única parroquia de la ciudad (que se mantuvo como tal hasta el siglo XX) y la primera dignidad del cabildo catedralicio fue el arcediano».
En 1782 se derribó la antigua catedral románica y se inició la construcción de la nueva catedral de estilo neoclásico, que fue consagrada en 1872.
El 27 de junio de 1818, mediante la bula De utiliori, el papa Pío VII ordenó la supresión de la diócesis de Terlizzi y la anexión de su territorio al de la diócesis de Molfetta. La diócesis fue restaurada el 4 de marzo de 1836 mediante la bula Aeterni Patris del papa Gregorio XVI, que preveía la unión aeque principaliter de las diócesis de Terlizzi y Giovinazzo con la de Molfetta, haciéndolas inmediatamente sujetas a la Santa Sede.
En 1885 la diócesis incluía sólo tres parroquias en la zona de Terlizzi: la catedral de San Michele Arcangelo, San Gioacchino y Santa Maria di Sovereto.

### Giovinazzo
Los orígenes de la Iglesia de Giovinazzo son inciertos. Una controvertida bula papal de 1025 del papa Juan XIX asignaría a Giovinazzo a la provincia eclesiástica de la arquidiócesis de Bari. Esta decisión fue confirmada por Alejandro II (1063) y Urbano II (1089). Desde el siglo XI se conocen varios obispos, el primero de los cuales fue Grimoaldo, atestiguado en 1034.
La catedral data de la época normanda, entre 1150 y 1180, y fue consagrada en 1283, durante el reinado del obispo Giovanni II. Durante el episcopado de Paolo De Mercurio (1731-1752) fue completamente reestructurada en estilo barroco.
En la segunda mitad del siglo XI los benedictinos llegaron a la ciudad y a la zona de Giovinazzo y fundaron, antes de 1075, el monasterio de Santa Maria di Corsignano y antes de 1078 el de San Giovanni Battista. En el siglo XIII llegaron también los franciscanos, las clarisas y los eremitas agustinos.
El obispo español Juan Antolínez Brecianos de la Rivera (1549-1574) fue el primero en introducir en la diócesis los decretos de reforma del Concilio de Trento, mediante la celebración de un sínodo diocesano en 1566.
Los conflictos de jurisdicción entre los obispos de Giovinazzo y los arciprestes de Terlizzi se resolvieron a mediados del siglo XVIII. El 26 de noviembre de 1749 fue erigida la diócesis de Terlizzi mediante la bula Unigenitus Dei Filius del papa Benedicto XIV, tomando su territorio de la diócesis de Giovinazzo, a la que se unió aeque principaliter el 24 de abril de 1752. Las dos diócesis eran sufragáneas de la arquidiócesis de Bari e incluían sólo las dos ciudades, sedes de las únicas parroquias diocesanas.
El 27 de junio de 1818, mediante la bula De utiliori, el papa Pío VII ordenó la supresión de las diócesis de Giovinazzo y Terlizzi. Su territorio fue anexado al de la diócesis de Molfetta. El obispo de Giovinazzo y Terlizzi, Domenico Antonio Cimaglia, fue trasladado a la sede de Molfetta.
A petición del rey Fernando II de las Dos Sicilias, el 4 de marzo de 1836 el papa Gregorio XVI, mediante la bula Aeterni Patris, restableció las diócesis de Giovinazzo y Terlizzi, uniéndolas ambas aeque principaliter a la sede de Molfetta y haciéndolas inmediatamente sujetas a la Santa Sede.

### Molfetta
Los orígenes de la Iglesia de Molfetta son inciertos. Una controvertida bula papal de 1025 asignó a Molfetta a la provincia eclesiástica de la arquidiócesis de Bari. Esta decisión fue confirmada por los papas posteriores Alejandro II (1063) y Urbano II (1089). La dependencia de la sede metropolitana de Bari está atestiguada todavía por el papa Eugenio III en 1152.
Igualmente incierta y debatida es la cronología episcopal de Molfetta debido a la homonimia de los nombres latinos de Molfetta (Melfictensis) y Melfi (Melfiensis), por lo que a lo largo del tiempo se han atribuido a Molfetta obispos de Melfi. Ughelli inicia la serie de obispos de Molfetta con el obispo Giovanni, que participó en el Concilio de Letrán en 1179. Varios autores anticipan la cronología de Molfetta en un siglo, con un obispo que participó en la solemne consagración de la basílica abacial de Casino, pero no hay unanimidad sobre el nombre de este obispo: para algunos es Giovanni, para otros es Baldovino, para otros todavía se desconoce su nombre. Holtzmann, continuador de la Italia papal de Kehr, sitúa el inicio de la serie episcopal de Molfetta con el obispo Giovanni que en 1136 concedió a Simeone, abad del monasterio de la Santissima Trinità di Cava, la iglesia de San Martino di Molfetta. El mismo obispo se encuentra al comienzo de las cronologías elaboradas por Cappelletti y Gams.
Entre los obispos de los siglos XII y XIII, se recuerda en particular: un obispo anónimo, que algunos autores identifican con Ricardo (1155-1162), que se unió al partido del antipapa Víctor IV y por este motivo tuvo que abandonar la diócesis por un cierto período; Risando (1222-1271), personalidad conocida y estimada por los papas, que le confiaron numerosos encargos durante su episcopado, el más largo de la historia de la diócesis; Angelo (1280-1287), de la noble familia romana sarracena.
Un diploma de 1162 menciona por primera vez algunas instituciones que constituían la estructura de la Iglesia de Molfetta, «dando cuenta de las dignidades y oficios desempeñados por algunos eclesiásticos de Molfetta: aparece el arcediano, rector del obispado (porque el obispo está ausente), el arcipreste, los dos primeros sacerdotes, algunos sacerdotes, el abogado del obispado, un sacerdote con funciones de notario ( primiscriniarius ) y, finalmente, los clérigos del colegio episcopal.»
La ciudad, con su puerto, fue uno de los lugares de desembarco hacia Tierra Santa y los Estados Cruzados. Esto favoreció el establecimiento en Molfetta de numerosas comunidades religiosas con sus monasterios y hospitales. Así surgieron «los monasterios benedictinos (con los hospitales adyacentes) de San Martino (1083), San Giacomo (1139), Santa Maria Maddalena (antes de 1316) y de los canónigos regulares (Santa Margherita, 1182), y los conventos de los franciscanos (San Francesco, siglo XIII) y de los observantes (San Bernardino, 1451). Tampoco faltó la presencia de los templarios (San Nicolás, antes de 1216), de los joanistas (San Primo, antes de 1263) y de los teutones.» Además de esto, la importancia de la ciudad aumentó con la fundación del santuario de Santa Maria dei Martiri, atestiguado por el diploma de 1162. Entre los peregrinos que se dirigían a Tierra Santa, se recuerda en particular a san Conrado, monje cisterciense, muerto en Modugno y que más tarde se convirtió en el santo patrón de Molfetta.
El 1 de diciembre de 1488 el papa Inocencio VIII, que había sido obispo de Molfetta desde 1472 a 1484, concedió a su antigua diócesis el privilegio de estar inmediatamente sujeta a la Sede Apostólica.
Como en otras ciudades-diócesis de Apulia, también en Molfetta el cuidado de las almas de la ciudad estaba confiado únicamente al capítulo de canónigos de la catedral, única parroquia de la diócesis. Esta situación cambió durante el siglo XVII con la institución en 1663 de la figura del «canónigo cura», a quien se confiaba de forma estable y única el cuidado de las almas. En 1671, durante el episcopado de Carlo Loffredo, se erigió la segunda parroquia diocesana, Santo Stefano, para la atención pastoral de la población de los suburbios.
En 1571 el obispo Maiorano Maiorani fundó un primer seminario diocesano rudimentario en Molfetta. Las limitaciones de la iniciativa se deben principalmente a problemas financieros. La constitución canónica de un seminario completo se produjo en 1714 durante el episcopado de Fabrizio Salerno (1714-1754), pero fue aprobada por la Congregación del Concilio sólo en 1725 y la posesión de los locales del seminario se realizó en 1726. En 1785 el seminario encontró una ubicación permanente en el antiguo colegio jesuita.
El mismo obispo Maiorano Maiorani (1566-1597) fue el primero, después de mucho tiempo, en residir definitivamente en la sede, en cumplimiento de las decisiones del Concilio de Trento. Además del seminario, Maiorani convocó un sínodo diocesano en 1570 y quedan dos informes suyos de las visitas ad limina de 1592 y 1595.
Hacia finales del siglo XVIII se hizo necesario reorganizar las estructuras y la organización de la diócesis. Gennaro Antonucci (1775-1804) trasladó la residencia episcopal al antiguo colegio jesuita, cuya iglesia se convirtió en la nueva catedral de la diócesis (1785). También suprimió la parroquia de Santo Stefano y fundó dos nuevas, San Gennaro y la nueva catedral.
El 5 de febrero de 1799 estalló la revolución en Molfetta con la predicación de un sacerdote republicano, que fue asesinado por el pueblo escandalizado. Más tarde, hordas de alborotadores profanaron la iglesia de San Domenico y asesinaron a algunos religiosos dominicos.
En 1818 los territorios de las diócesis suprimidas de Giovinazzo y Terlizzi fueron anexados a la diócesis de Molfetta. Sin embargo, en 1836 las dos antiguas sedes fueron restablecidas y unidas aeque principaliter a Molfetta.
Durante el proceso de unificación italiana, la diócesis de Molfetta permaneció sin obispos durante un largo período. De hecho, después de los motines de 1848, el obispo Giovanni Costantini tuvo que abandonar Molfetta. La misma suerte corrió su sucesor, Nicola Guida, que murió en el exilio en Nápoles en 1862. A su muerte la diócesis permaneció vacante durante casi cinco años.
El 7 de noviembre de 1926 se inauguró en Molfetta el Pontificio Seminario Regional, trasladado a las instalaciones del seminario de Molfetta desde Lecce, donde había sido fundado en 1908. Dos años más tarde, el seminario acogió el consejo plenario de los obispos de Apulia y todavía hoy es la sede de la Conferencia Episcopal de Apulia.
El 20 de octubre de 1980, el papa Juan Pablo II, mediante la bula Qui Beatissimo Petro, dispuso que las diócesis de Molfetta, Giovinazzo y Terlizzi volvieran a ser sufragáneas de la arquidiócesis de Bari.

### Las sedes unidas
El 4 de septiembre de 1982 Antonio Bello fue nombrado obispo de las sedes de Molfetta, Giovinazzo y Terlizzi y el 30 de septiembre siguiente también de la diócesis de Ruvo, uniéndose así in persona episcopi a las tres sedes anteriores.
El 30 de septiembre de 1986, mediante el decreto Instantibus votis de la Congregación para los Obispos, las cuatro sedes de Molfetta, Ruvo, Giovinazzo y Terlizzi se unieron con la fórmula plena unione y el nuevo distrito eclesiástico asumió el nombre actual.
El 20 de abril de 2018, la diócesis recibió la visita pastoral del papa Francisco.

## Estadísticas
Según el Anuario Pontificio 2022 la diócesis tenía a fines de 2021 un total de 127 148 fieles bautizados.
| Año                                                                             | Población            | Población | Población      | Sacerdotes | Sacerdotes    | Sacerdotes    | Bautizados por sacerdote | Diáconos permanentes | Religiosos | Religiosos | Parroquias |
| Año                                                                             | Bautizados católicos | Total     | % de católicos | Total      | Clero secular | Clero regular | Bautizados por sacerdote | Diáconos permanentes | Varones    | Mujeres    | Parroquias |
| ------------------------------------------------------------------------------- | -------------------- | --------- | -------------- | ---------- | ------------- | ------------- | ------------------------ | -------------------- | ---------- | ---------- | ---------- |
| Diócesis de Ruvo y Bitonto                                                      |                      |           |                |            |               |               |                          |                      |            |            |            |
| 1950                                                                            | 86 800               | 87 000    | 99.8           | 80         | 75            | 5             | 1085                     |                      | 5          | 102        | 21         |
| 1970                                                                            | 70 200               | 70 457    | 99.6           | 58         | 52            | 6             | 1210                     |                      | 7          | 185        | 25         |
| 1980                                                                            | 79 850               | 80 102    | 99.7           | 50         | 44            | 6             | 1597                     |                      | 11         | 130        | 26         |
| Diócesis de Molfetta, Giovinazzo y Terlizzi                                     |                      |           |                |            |               |               |                          |                      |            |            |            |
| 1950                                                                            | 89 900               | 90 000    | 99.9           | 105        | 83            | 22            | 856                      |                      | 30         | 150        | 15         |
| 1970                                                                            | 103 581              | 104 081   | 99.5           | 94         | 69            | 25            | 1101                     |                      | 46         | 213        | 21         |
| 1980                                                                            | 110 140              | 110 643   | 99.5           | 82         | 64            | 18            | 1343                     |                      | 21         | 164        | 28         |
| Diócesis de Molfetta-Ruvo-Giovinazzo-Terlizzi                                   |                      |           |                |            |               |               |                          |                      |            |            |            |
| 1990                                                                            | 135 908              | 136 828   | 99.3           | 97         | 84            | 13            | 1401                     | 1                    | 16         | 140        | 36         |
| 1999                                                                            | 137 105              | 138 269   | 99.2           | 99         | 77            | 22            | 1384                     | 6                    | 25         | 137        | 36         |
| 2000                                                                            | 136 604              | 137 774   | 99.2           | 97         | 73            | 24            | 1408                     | 7                    | 27         | 135        | 36         |
| 2001                                                                            | 136 240              | 137 405   | 99.2           | 93         | 71            | 22            | 1464                     | 7                    | 25         | 137        | 36         |
| 2002                                                                            | 134 912              | 136 082   | 99.1           | 91         | 72            | 19            | 1482                     | 8                    | 20         | 98         | 36         |
| 2003                                                                            | 135 208              | 136 383   | 99.1           | 91         | 73            | 18            | 1485                     | 8                    | 19         | 104        | 36         |
| 2004                                                                            | 134 734              | 135 905   | 99.1           | 99         | 75            | 24            | 1360                     | 8                    | 25         | 98         | 36         |
| 2013                                                                            | 132 513              | 133 530   | 99.2           | 103        | 80            | 23            | 1286                     | 10                   | 23         | 97         | 36         |
| 2016                                                                            | 131 915              | 132 826   | 99.3           | 94         | 74            | 20            | 1403                     | 9                    | 38         | 117        | 36         |
| 2019                                                                            | 128 792              | 131 297   | 98.1           | 91         | 72            | 19            | 1415                     | 9                    | 31         | 109        | 36         |
| 2021                                                                            | 127 148              | 130 161   | 97.7           | 89         | 70            | 19            | 1428                     | 7                    | 29         | 100        | 36         |
| Fuente: Catholic-Hierarchy, que a su vez toma los datos del Anuario Pontificio. |                      |           |                |            |               |               |                          |                      |            |            |            |

## Episcopologio

### Obispos de Molfetta
- Anónimo? † (mencionado en 1071)
- Giovanni I † (mencionado en 1136)[23]

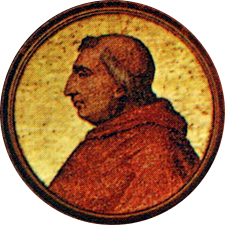
Papa Inocencio VIII, nacido Giovanni Battista Cybo, obispo de Molfetta (1472-1484)

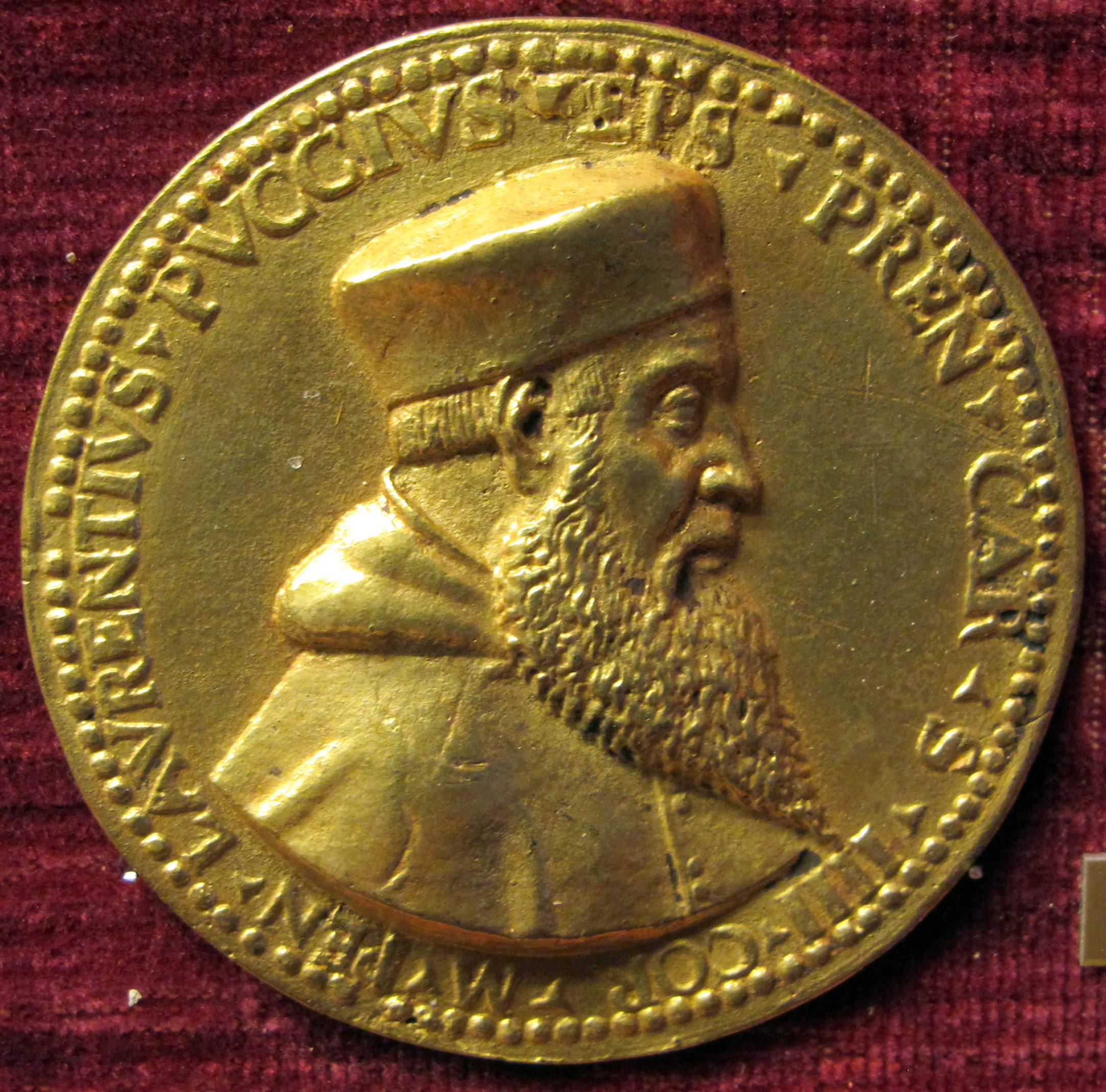
Lorenzo Pucci, administrador apostólico de Giovinazzo (1 de abril-21 de agosto de 1517)

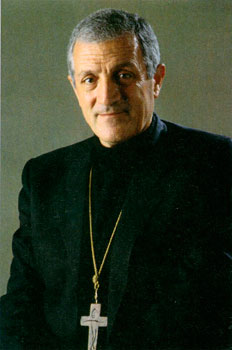
Antonio Bello, obispo de Molfetta-Ruvo-Giovinazzo-Terlizzi (1982-1993)

- Anónimo (Riccardo) † (antes de 1155-después de 1162)[23][24]
- Giovanni II † (mencionado en 1179)[25][nota 5]
- Anónimo † (mencionado en 1184/1188)[25]
- Anónimo † (mencionado como obispo electo en agosto de 1200)[25]
- Accarino † (antes de agosto de 1205-después de junio de 1218)[25]
- Risando[nota 6] † (antes de octubre de 1222-5 de agosto de 1271 falleció)[25]
- Pietro † (antes del 18 de octubre de 1271-después de julio de 1276)[26]
- Anónimo † (mencionado en marzo de 1279)[25]
- Angelo da Saraceno † (antes de septiembre de 1280[nota 7]-después de abril de 1287 falleció)[25]
  - Ruggero di Stefanuzia (o di Nerenta) † (circa 1289-7 de noviembre de 1290 renunció) (administrador apostólico)
  - Giacomo I † (1293-? falleció) (obispo electo)
- Paolo, O.F.M. † (9 de diciembre de 1295-después de 1303)[27]
- Giacomo II † (antes de 1321-después de 1336)[nota 8]
- Leone † (1344-después de 1362 falleció)
- Nicolò Albus † (8 de enero de 1375-circa 1384 depuesto)
- Simone Lopa † (antes de octubre de 1386-26 de marzo de 1401 nombrado obispo de Pozzuoli)
- Giovanni Brancia † (11 de abril de 1401-7 de agosto de 1412 falleció)
- Paolo de Giovinazzo † (circa 1412-? renunció)
- Pietro Picci o Pizzo † (18 de julio de 1421-1427 falleció)
- Gentile Del Monte † (28 de febrero de 1427-1432 falleció)
- Andrea Della Rocca † (16 de noviembre de 1433-1472 falleció)
- Leonardo Palmieri † (23 de julio de 1472-1472 falleció)
- Giovanni Battista Cybo † (16 de septiembre de 1472-29 de agosto de 1484 electo papa con el nombre de Inocencio VIII)
- Angelo de Lacertis † (17 de octubre de 1484-1508 falleció)
- Alessio Celadoni di Celadonia † (7 de junio de 1508-1517 falleció)
- Ferdinando Ponzetti † (20 de abril de 1517-12 de julio de 1518 renunció)
- Giacomo Ponzetti † (12 de julio de 1518-1553 renunció)
- Nicola Maiorani† (15 de diciembre de 1553-13 de marzo de 1566 renunció)
- Maiorano Maiorani † (13 de marzo de 1566-31 de julio de 1597 falleció)
- Offredo Degli Offredi † (18 de mayo de 1598-antes del 13 de junio de 1606 falleció)
- Giovanni Antonio Bovio, O.Carm. † (29 de enero de 1607-12 de agosto de 1622 falleció)
- Giacinto Petronio, O.P. † (5 de septiembre de 1622-6 de septiembre de 1647 falleció)
- Giovanni Tommaso Pinelli, C.R. † (18 de mayo de 1648-29 de marzo de 1666 nombrado obispo de Albenga)
- Francesco de' Marini † (29 de marzo de 1666-antes del 6 de octubre de 1670 renunció[nota 9])
- Carlo Loffredo, C.R. † (6 de octubre de 1670-26 de noviembre de 1691 nombrado arzobispo de Bari)
- Pietro Vecchia, O.S.B. † (19 de diciembre de 1691-julio de 1695 falleció)
  - Domenico Belisario de Bellis † (23 de febrero de 1696-17 de enero de 1701 falleció) (administrador apostólico)
- Giovanni degli Effetti † (18 de julio de 1701-1712 falleció)
- Fabrizio Antonio Salerno † (17 de septiembre de 1714-14 de abril de 1754 falleció)
- Celestino Orlandi, O.S.B.Cel. † (16 de septiembre de 1754-antes dell'8 de julio de 1775 falleció)
- Gennaro Antonucci † (13 de noviembre de 1775-21 de marzo de 1804 falleció)
  - Sede vacante (1804-1818)
- Domenico Antonio Cimaglia † (2 de octubre de 1818-julio de 1819 falleció)
- Filippo Giudice Caracciolo, C.O. † (21 de febrero de 1820-15 de abril de 1833 nombrado arzobispo de Nápoles)
  - Sede vacante (1833-1837)

### Obispos de Giovinazzo
- Grimoaldo † (mencionado en 1034)[28]
- Pietro I † (circa 1043-después de 1058)[29]
- Giacinto † (mencionado en 1066)[30]
- Giovanni I † (antes de 1071-después de 1075)
- Pietro II † (mencionado en 1096)
- Bernerio † (mencionado en 1113)
- Orso † (antes de 1124-después de 1134)[nota 10]
- Berto † (antes de 1172-1178? falleció)[nota 11]
- Paolino † (documentado de 1180 a de marzo de 1202)[31]
- Anónimo † (mencionado en 1207)[32]
- Anónimo † (mencionado en 1215)[32]
- Maraldizio † (antes de junio de 1217-después de abril de 1218)[32][nota 12]
- Palmerio † (19 de junio de 1226[nota 13]-después de agosto de 1246)[32]
- Leonardo da Sermoneta, O.Cist. † (20 de febrero de 1253-después de julio de 1274)[32]
  - Salvio † (1275) (obispo electo)[nota 14]
- Giovanni II, O.F.M. † (1278-junio de 1304 falleció)
- Giovanni III, O.F.M. † (1304-8 de enero de 1321 falleció)
- Guglielmo Alveniacci, O.F.M. † (antes de 1329-circa 1332 falleció)
- Giacomo Morola (o Moroni) † (29 de marzo de 1333-? falleció)
- Giovanni IV † (mencionado en 1342)
- Giacomo Carrubba † (1343-1350 falleció)
- Raimondo, O.E.S.A. † (1 de diciembre de 1350-?)
- Bernardo † (mencionado en 1365?)
- Antonio Cipolloni, O.P. † (circa 1380-1384 nombrado obispo de Fiesole)
- Nicola † (21 de mayo de 1386-1390 falleció)
- Rolandino Malatacchi, O.E.S.A. † (24 de octubre de 1390-?)
- Grimaldo de Turcolis † (14 de octubre de 1395-?)
- Sisto Coleta, O.F.M. † (1399-1414 falleció)
  - Sede vacante (1414-1433)
- Pietro da Orvieto † (13 de julio de 1433-? falleció)
  - Antonio Cerdá y Lloscos, O.SS.T. † (6 de junio de 1455-1457 o 1458 renunció) (administrador apostólico)
- Ettore Galgano † (27 de febrero de 1458-1462 falleció)
- Marino Morola (o Moroni) † (1 de octubre de 1462-5 de junio de 1472 nombrado obispo de Sant'Agata de' Goti)
- Pietro Antici Mattei † (5 de junio de 1472-circa 1496 falleció)
- Giustino Planca † (9 de diciembre de 1496-circa 1517 renunció)
  - Lorenzo Pucci † (1 de abril de 1517-21 de agosto de 1517 renunció) (administrador apostólico)
- Marcello Planca † (21 de agosto de 1517-1528 falleció)
- Ludovico Furconio † (4 de diciembre de 1528-1549 renunció)
- Juan Antolínez Brecianos de la Rivera † (25 de octubre de 1549-1574 renunció)
- Sebastiano Barnaba † (25 de junio de 1574-17 de agosto de 1579 nombrado obispo de Potenza)
- Luciano de Rubeis † (20 de octubre de 1581-23 de enero de 1589 nombrado obispo de Mazara del Vallo)
- Giovanni Antonio Viperano † (17 de mayo de 1589-23 de marzo de 1610 falleció)
- Gregorio Santacroce, O.S.B. † (marzo de 1610 por sucesión-1610 o 1611 falleció)
- Giulio Masi † (18 de mayo de 1611-19 de julio de 1627 nombrado obispo de Monopoli)
  - Sede vacante (1627-1637)
- Carlo Maranta † (7 de septiembre de 1637-24 de septiembre de 1657 nombrado obispo de Tropea)
- Michelangelo Vaginari, O.F.M. † (9 de junio de 1659-circa 1667 o 1668 falleció)
  - Sede vacante (1667/68-1671)
- Agnello Alferi, O.F.M. † (18 de marzo de 1671-agosto de 1692 falleció)
- Giacinto Gaetano Chiurlia, O.P. † (24 de agosto de 1693-23 de marzo de 1730 falleció)
- Paolo De Mercurio † (18 de junio de 1731-2 de febrero de 1752 falleció)

### Obispos de Giovinazzo y Terlizzi
- Giuseppe Orlandi, O.S.B.Cel. † (24 de abril de 1752-15 de abril de 1776 falleció)
- Michele Continisio † (16 de diciembre de 1776-mayo de 1810 falleció)
  - Sedes vacantes (1810-1818)
- Domenico Antonio Cimaglia † (25 de mayo de 1818-2 de octubre de 1818 nombrado obispo de Molfetta)
  - Sedes suprimidas (1818-1835)

### Obispos de Molfetta, Giovinazzo y Terlizzi
- Giovanni Costantini † (19 de mayo de 1837-19 de enero de 1852 falleció)
- Nicola Guida † (27 de septiembre de 1852-6 de diciembre de 1862 falleció)
  - Sede vacante (1862-1867)
- Gaetano Rossini † (27 de marzo de 1867-4 de enero de 1890 falleció)
- Pasquale Corrado † (4 de enero de 1890-6 de diciembre de 1894 falleció)
- Pasquale Picone † (18 de marzo de 1895-5 de septiembre de 1917 falleció)
- Giovanni Jacono † (2 de julio de 1918-18 de marzo de 1921 nombrado obispo de Caltanissetta)
- Pasquale Gioia, C.R.S. † (30 de septiembre de 1921-2 de abril de 1935 falleció)
- Achille Salvucci † (17 de octubre de 1935-18 de marzo de 1978 falleció)[nota 15]
- Aldo Garzia † (18 de marzo de 1978 por sucesión-15 de junio de 1982 nombrado obispo de Gallipoli y obispo coadjutor de Nardò)
- Antonio Bello † (4 de septiembre de 1982-30 de septiembre de 1986 nombrado obispo de Molfetta-Ruvo-Giovinazzo-Terlizzi)

### Obispos de Ruvo
- San Cleto? †
- Adriano Germando? †[33]
- Giovanni I? †
- Brocardo Piellio? † (340)[33]
- Epigonio? †[nota 16]
- San Procopio? † (431)
- Giovanni II? † (493)
- Reinaldo † (969)
- Gioacchino de Zonici? † (1009-?)[34]
- Abiatar Barghettini? †[34]
- Guiberto, O.S.B. † (antes de 1071-después de 1082)[35]
- Pietro Gargenti? † (mencionado en 1100)[34]
- Ugo † (mencionado en 1121)[36]
- Orso † (antes de 1162-después de 1163)
- Daniele † (antes de 1177-después de 1183)[37]
- Anónimo † (mencionado en 1207)[37]
- Anónimo † (mencionado en 1215)[37]
- Anónimo † (mencionado en 1217)[38]
- Anónimo † (mencionado entre abril de 1225 y junio de 1226)[37]
- Anónimo[nota 17] † (?-diciembre de 1235 renunció)[37]
- Paolo de Nolles? † (1241-?)[nota 18]
- Manditto † (antes de agosto de 1258-después de noviembre de 1266)[37]
- Rainaldo † (antes de octubre de 1271-después de junio de 1273)[37]
- Manfredo † (antes de 1277/1278-después de 1279)[37]
- Pietro de Gabrielli † (antes de 1295-después de 1304)
- Nicola de Gabrielli † (mencionado en 1318)
- Maggiore da Giovinazzo † (mencionado en 1323)
- Giovanni III † (mencionado en 1327)
- Guglielmo † (mencionado en 1330)
- Nicola Perrese † (1336-1343 falleció)
- Giovanni IV † (4 de febrero de 1344-1348 falleció)
- Stefano, O.F.M. † (26 de enero de 1349-1390 falleció)
- Antonio † (24 de marzo de 1390-1398 falleció)
- Sisto Coletti, O.F.M. † (8 de marzo de 1399-1399 nombrado obispo de Giovinazzo)
- Domenico Orsi † (1399-circa 1414 falleció)
- Simone da Brindisi, O.F.M. † (26 de enero de 1418-7 de abril de 1431 nombrado obispo de Alessano)
- Pietro Rosa † (17 de diciembre de 1432-1443 falleció)
- Cristoforo di San Pietro, O.F.M. † (11 de diciembre de 1443-?)
- Pietro Santorio † (26 de enero de 1452-3 de septiembre de 1469 falleció)
- Antonio Coletti † (6 de octubre de 1469-1480 falleció)
- Antonio Rocca † (10 de octubre de 1480-1486 falleció)
- Francesco Spalluccia † (2 de octubre de 1486-1512 falleció)
- Giuliano de Mirto † (1512-1520 renunció)
- Giovanni Francesco de Mirto † (19 de marzo de 1520-1578 renunció)
- Orazio de Mirto † (9 de abril de 1578-1589 depuesto)
- Gaspare Pasquali, O.F.M.Conv. † (3 de julio de 1589-31 de mayo de 1604 nombrado obispo de Rieti)
- Giuseppe Saluzzo † (13 de septiembre de 1604-29 de diciembre de 1620 falleció)
- Cristoforo Memmolo, C.R. † (29 de marzo de 1621-mayo de 1646 falleció)
- Marco Romano, C.R. † (19 de noviembre de 1646-25 de septiembre de 1649 falleció)
- Ferdinando Apicello † (2 de mayo de 1650-28 de agosto de 1656 nombrado obispo de Larino)
- Giovanni Battista Volpi † (16 de octubre de 1656-22 de junio de 1663 falleció)
- Gabriele Tontoli † (24 de septiembre de 1663-noviembre de 1665 falleció)
- Giuseppe Caro † (11 de enero de 1666-circa de septiembre de 1671 falleció)
- Sebastiano D'Alessandro, O.Carm. † (15 de enero de 1672-29 de diciembre de 1672 falleció)
- Domenico Sorrentino † (13 de marzo de 1673-27 de abril de 1676 nombrado obispo de Vulturara)
- Domenico Gallesi † (22 de junio de 1676-11 de octubre de 1679 falleció)
- Giovanni Domenico Giannoni Alitto † (11 de marzo de 1680-1 de junio de 1698 falleció)
- Francesco Morgione † (19 de diciembre de 1698-18 de mayo de 1705 nombrado obispo de Minori)
- Bartolomeo Gambadoro † (14 de diciembre de 1705-14 de agosto de 1730 falleció)
- Giulio de Turris † (12 de febrero de 1731-24 de junio de 1759 falleció)
- Pietro Ruggieri † (24 de septiembre de 1759-30 de abril de 1807 falleció)
  - Sede vacante (1807-1818)
  - Sede unida aeque principaliter con Bitonto (1818-1982)
- Antonio Bello † (30 de septiembre de 1982-30 de septiembre de 1986 nombrado obispo de Molfetta-Ruvo-Giovinazzo-Terlizzi)

### Obispos de Molfetta-Ruvo-Giovinazzo-Terlizzi
- Antonio Bello † (30 de septiembre de 1986-20 de abril de 1993 falleció)
- Donato Negro (22 de diciembre de 1993-29 de abril de 2000 nombrado arzobispo de Otranto)
- Luigi Martella † (13 de diciembre de 2000-6 de julio de 2015 falleció)
- Domenico Cornacchia, desde el 15 de enero de 2016